# NGC 7204-2
NGC 7204-2 is een balkspiraalstelsel in het sterrenbeeld Zuidervis. Het hemelobject werd op 27 september 1834 ontdekt door de Britse astronoom John Herschel.

## Synoniemen
- ESO 467-8A
- MCG -5-52-29
- VV 685
- AM 2204-311
- PGC 68054